# Titanoecidae
Los titanécidos (Titanoecidae) son una familia de arañas araneomorfas que comprende cinco géneros y un poco más de cuarenta y cinco especies a de todo el mundo. La familia está bastante extendida en América y Eurasia. 
Alguna vez formaron parte de la familia Amaurobiidae. Estas arañas son, en su mayoría, de colores oscuros y construyen telarañas cribeladas. Su género principal es el Titanoeca. Varias especies se encuentran a altitudes relativamente elevadas, y es común encontrarlas en hábitats como cordilleras.

## Géneros
- Anuvinda Lehtinen, 1967 (India)
- Goeldia Keyserling, 1891 (México, Sudamérica)
- Nurscia Simon, 1874 (Europa y Asia)
- Pandava Lehtinen, 1967 (de Sri Lanka a China, Nueva Guinea, Islas Marquesas)
- Titanoeca Thorell, 1870 (Holártico)